# Джезайл
Джезайл, или джезайль (от персидского جزایل (jazā’īl) — ружьё) — традиционное длинноствольное дульнозарядное ружьё некоторых народов Центральной Азии, особенно было распространено в Афганистане.

## Характеристики
Джезайли были оружием ручной работы и, следовательно, их конструкция и оформление были весьма разнообразными. Как правило, они тщательно украшались, в отличие от оружия массового производства того времени. Имели очень длинный ствол, что было нехарактерно для европейских ружей (мушкетов), и крупный калибр, обычно больше 12 мм. Весили от 6 до 7 кг по сравнению с 4-5 кг для мушкета. Такой вес оружия обеспечивал при стрельбе меньшую отдачу.
Большинство джезайлей были гладкоствольными, но некоторые из них имели нарезы, что в совокупности с длиной ствола делали их очень точным для своего времени оружием. Их замки могли быть фитильными либо ударно-кремнёвыми. Поскольку кремнёвые замки были сложны в изготовлении, часто при создании джезайла использовались детали от трофейных британских мушкетов.
Приклад у джезайлей был также необычно изогнутой формы. Смысл этого до сих пор не вполне ясен — это могло обеспечивать большее удобство ношения и стрельбы или иметь чисто декоративную функцию.

## Тактика применения
Во время Первой англо-афганской войны джезайли были основным дальнобойным оружием афганских воинов. Поскольку их дальнобойность превышала таковую у британских мушкетов, они были особенно эффективны при засадах и обстреле с горных высот, нанося значительные потери англичанам. В то же время в сражениях на открытой местности это оружие не давало решающего преимущества.